# Deportations-Mahnmal Duisburg Hauptbahnhof

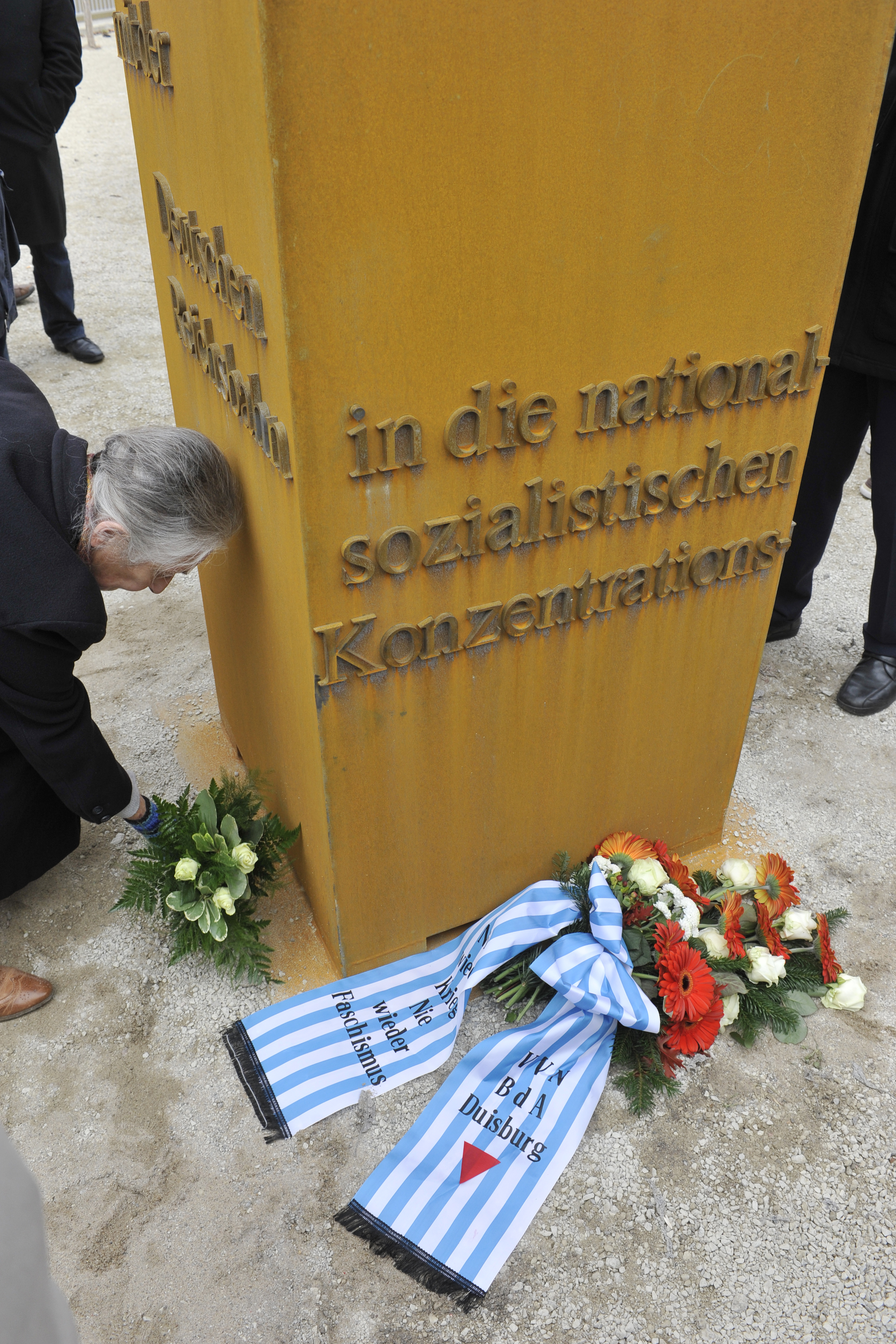
Enthüllung des Mahnmals

Das Deportations-Mahnmal Duisburg Hauptbahnhof ist ein Mahnmal, das vom Jugendhilfeausschuss der Stadt Duisburg initiiert wurde. Es erinnert an das Schicksal von über 130 jüdischen Kindern, die vom Duisburger Hauptbahnhof während der Zeit der nationalsozialistischen Gewaltherrschaft in Deutschland in die Konzentrations- und Todeslager verschleppt und dort getötet wurden. Es handelt sich um einen hohlen, drei Meter hohen Kubus aus Cortenstahl, in dessen Inneren sich Edelstahlplättchen mit den Namen und Lebensdaten der getöteten Kinder befinden. Die von dem Duisburger Künstler Gerhard Losemann entworfene Skulptur befindet sich bis zur finalen Aufstellung auf dem derzeit im Bau befindlichen Bahnhofsvorplatz vorübergehend an der Kreuzung Saarstraße/Königstraße gegenüber dem Harry-Epstein-Platz in der Duisburger Innenstadt.

## Projekt
Das Projekt wurde vom Jugendhilfeausschuss der Stadt Duisburg ins Leben gerufen. Nachdem der Duisburger Historiker Ludger Heid die entsprechenden Fakten über die verschleppten und ermordeten Kinder zusammengetragen hatte und der Text feststand, führte die Stadt Duisburg eine Ausschreibung aus, mit der ein passender Entwurf des Mahnmals gesucht wurde. Von den 15 Einsendern des Wettbewerbs gewann der Duisburger Künstler Gerhard Losemann, der auch das Mahnmal für die Opfer der Duisburger Loveparade realisiert hat. Die Realisierung des Projekts ermöglichte  der Duisburger Stahlhersteller ThyssenKrupp Steel Europe, der für Material, Transport und Aufstellung sorgte und dessen Auszubildende das Mahnmal in monatelanger Arbeit realisierten. Das Mahnmal wurde am 9. November 2012 im Rahmen einer Feierstunde durch den Duisburger Oberbürgermeister Sören Link der Stadt Duisburg übereignet.

## Intention
Durch das Mahnmal soll an die Deportation und Ermordung von über 130 jüdischen Kindern aus Duisburg in der Zeit von 1938 bis 1945 erinnert und zu Toleranz sowie respektvollem Umgang der Menschen untereinander aufgerufen werden. Die im Inneren des Mahnmals aufgehängten Edelstahltafeln sollen dazu beitragen, die ermordeten Kinder aus der Vergessenheit zu holen und den Opfern der Verbrechen der Vergangenheit ihre Identität zurückzugeben.

## Gestaltung und Herstellung
Der Künstler Gerhard Losemann erklärte seine Gestaltungsansätze wie folgt: „Durch Unterhaltungen mit Menschen, die die Zeit des Nationalsozialismus noch persönlich erlebt haben, entstand bei mir der Eindruck, dass viele nur ein Teilwissen des fürchterlichen Geschehens hatten. Dieses ‚Etwas-Wissen‘ habe ich versucht zu verdeutlichen, indem ich den Text des Mahnmals umlaufend auf den vier Seiten der Stele verteilt habe. Erst indem man das Mahnmal umrundet, kann man den ganzen Text erfassen.“ Weiter führt er aus: „Den Gestaltungsaspekten lagen zwei Überlegungen zugrunde: zum einen die  geschilderten Teilinformationen, die sich erst zu einem Gesamten auf der Außenfläche zusammenfügen und somit das grauenvolle Geschehen klar definieren, und zum anderen die im Inneren an Ketten angebrachten 66 Edelstahltafeln mit den Namen und Lebensdaten der deportierten Kinder. Durch diese Visualisierung so meine ich, werden die Kinder dem Vergessen entrissen.“

## Fertigung

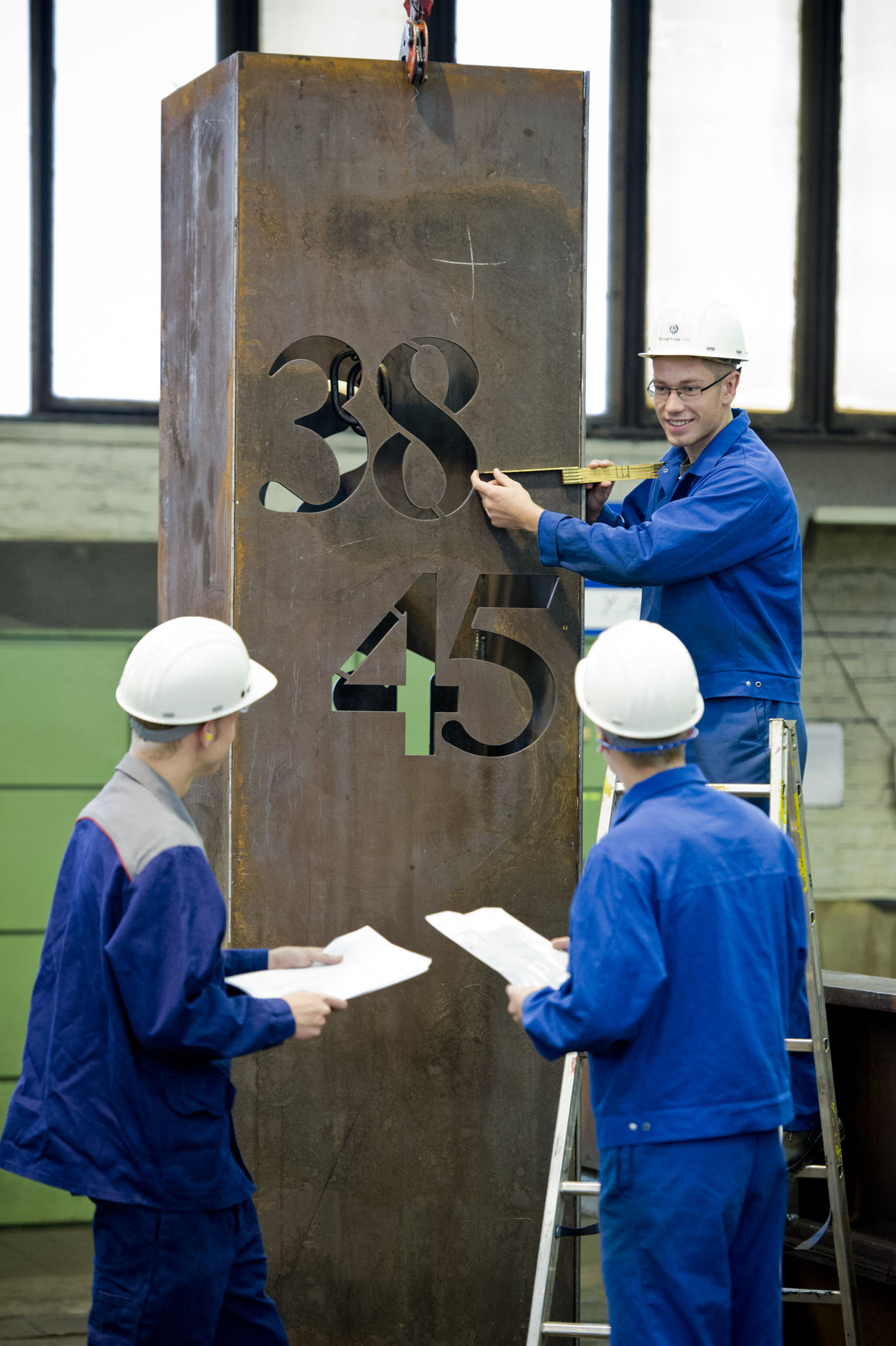
Produktion und Planung des Mahnmals

Der Fertigungs- und Planungsprozess des Mahnmals aus zehn Millimeter dickem, in Duisburg-Hüttenheim hergestelltem Cortenstahlblech fand an den technischen Ausbildungsstandorten von ThyssenKrupp Steel Europe mit Endmontage in Duisburg statt und dauerte von März bis November 2012. Der Kubus ist drei Meter hoch, 75 cm × 75 cm breit und wiegt ohne Fundament gut 820 Kilogramm. Die Herstellung des Mahnmals (Planung, Zeichnungen, Materialbeschaffung, Schweißarbeiten, Aufbringung der Buchstaben, Transport,  Anbringung der Edelstahlplatten, Aufstellung) oblag – unterstützt von Künstler Gerhard Losemann und Ausbildern des Stahlunternehmens – einem Kernteam von rund zehn Auszubildenden.